# Райнхард II фон Лайнинген-Вестербург
Райнхард II фон Лайнинген-Вестербург (на немски: Reinhard II fon Leiningen-Westerburg; * 19 ноември 1530; † 17 септември 1584) е граф на Лайнинген-Вестербург.
Той е син на граф Куно II фон Лайнинген-Вестербург (1487 – 1547) и съпругата му Мария фон Щолберг-Вернигероде (1507 – 1571), дъщеря на граф Бото цу Щолберг (1467 – 1538) и графиня Анна фон Епенщайн-Кьонигщайн (1481 – 1538). Братята му са Филип I (1527 -1597), Куно (* 1532), каноник в Кьолн, Георг I фон Лайнинген-Вестербург (1533 – 1586), и Хайнрих (1537 – 1557), каноник в Страсбург.
Погребан е във Вестербург.

## Фамилия
Райнхард II се жени на 14 юли 1561 г. за Отилия фон Мандершайд-Бланкенхайм-Кайл (* 30 юли 1536; † 9 август 1597 във Вестербург), дъщеря на граф Арнолд I фон Мандершайд-Бланкенхайм († 1548) и графиня Маргарета фон Вид († 1571) и сестра на Йохан IV епископ на Страсбург († 1592). Те имат децата:
- Катарина (1564 – 1630), омъжена на 22 май 1597 г. в Рудолщат за Георг Шенк фон Лимпург (1564 – 1628)
- Валпургис (1565 – 1612)
- Албрехт Филип (1567 – 1597)
- Елизабет (1568 – 1617), омъжена на 2 март 1591 г. във Вайлбург за граф Албрехт VII фон Шварцбург-Рудолщат (1537 – 1605)
- Херман (1571 – сл. 1600)
- Йохан Лудвиг (1572 – 1597)
- Мария (1574 – 1575)
- Юлиана (1576 – млада)